# Captatio benevolentiae

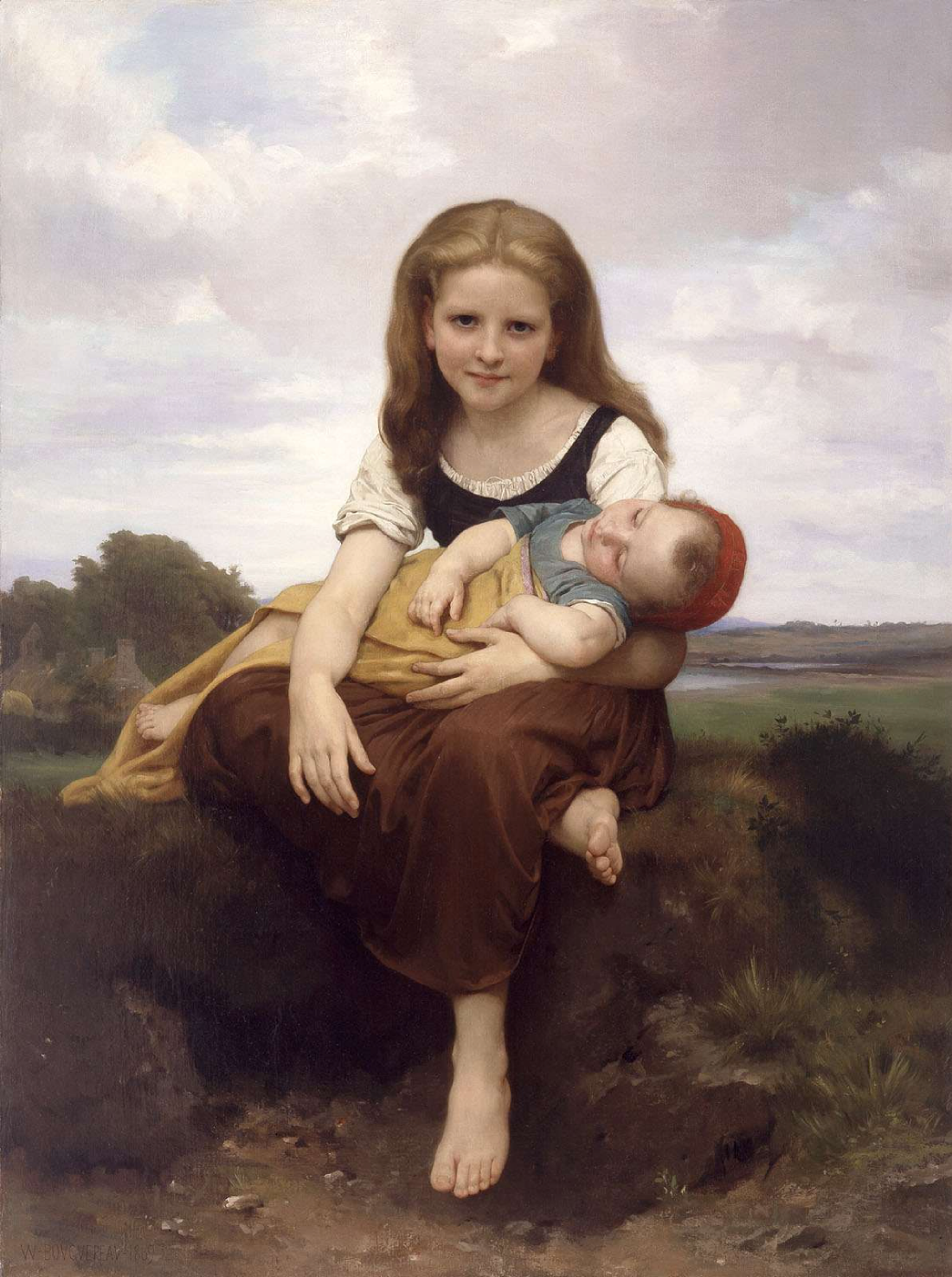
La Hermana Mayor (1869)

La Captatio benevolentiae, del latín captatio ('captación, acción de buscar algo') y benevolentia ('benevolencia') en el caso genitivo, es un recurso literario y retórico a través del cual el autor intenta atraerse la atención y buena disposición del público, en el caso de un discurso, o lector, si apareciese en una obra escrita.
Los oradores romanos utilizaban este recurso, y Cicerón lo consideraba uno de los pilares de la oratoria. Más tarde, se convirtió en un recurso habitual en los prólogos de los romances y novelas de caballería, dirigiéndose a los lectores para predisponerlos favorablemente a la obra.
Los autores hacen alusión la mayoría de las veces a que los oyentes o lectores sean comprensivos con sus errores aduciendo alguna excusa o razón, si bien en muchos de los casos es, presumiblemente, falsa modestia. En otros casos puede ser un recurso interesado, como en los juzgados medievales, donde era habitual una alocución inicial alabando la sabiduría del juez para ganarse su favor.